# Alexis Rodríguez Hernández
Alexis Rodríguez Hernández (Salamanca, 27 d'abril de 1977) va ser un ciclista espanyol que fou professional entre el 2001 i el 2011.
Un cop retirat del ciclisme, va continuar vinculat amb el món de l'esport, dedicant-se a l'atletisme. El 2015 se'l va detenir per estar involucrat en una trama de dopatge.

## Palmarès
- 1999
  - Vencedor d'una etapa de la Volta a Àvila
- 2002
  - Vencedor d'una etapa de la Volta a Portugal
- 2004
  - 1r al Cinturó a Mallorca
  - Vencedor d'una etapa del Trofeu Joaquim Agostinho

### Resultats al Giro d'Itàlia
- 2001. 69è de la classificació general
- 2003. Abandona (18a etapa)